# خاندان هووتویل
خاندان هووتویل (ایتالیایی: Altavilla)، یکی از خاندان نورمن که نقش برجسته‌ای در فتح جنوب ایتالیا توسط نورمن‌ها داشتند. و در سال ۱۱۳۰ یکی از اعضای این خاندان، راجر دوم، به پادشاهی سیسیل رسید که تا سال ۱۱۹۴ این خاندان در سیسیل سلطنت را در دست داشت. همچنین بعضی از افراد این خاندان در جریان نخستین جنگ صلیبی عازم شرق شدند و توانستند ضمن تأسیس، کنترل شاهزاده‌نشین انطاکیه را تا اواخر قرن ۱۲ در دست داشته باشند.